# Crocidura negrina
Crocidura negrina es una especie amenazada de musaraña de la familia de los soricidae.
Se encuentra en la isla de Negros (Filipinas).